# Nalaguraidhoo
Nalaguraidhoo ou Sun Island (île du beau perroquet, en maldivien) est une petite île inhabitée et un motu des Maldives dans l'océan Indien, en Asie du Sud, devenue une des îles-hôtel de luxe des Maldives depuis 1996.

## Géographie
Le motu Nalaguraidhoo de 54 hectares (une des 1 199 îles des 26 atolls de l'archipel des Maldives) est situé dans le centre des Maldives, à environ 110 km de la capitale Malé (à 30 min de vol en hydravion de l’aéroport international de Malé), au sud de l'atoll Ari, dans la subdivision de Alif Dhaal. 

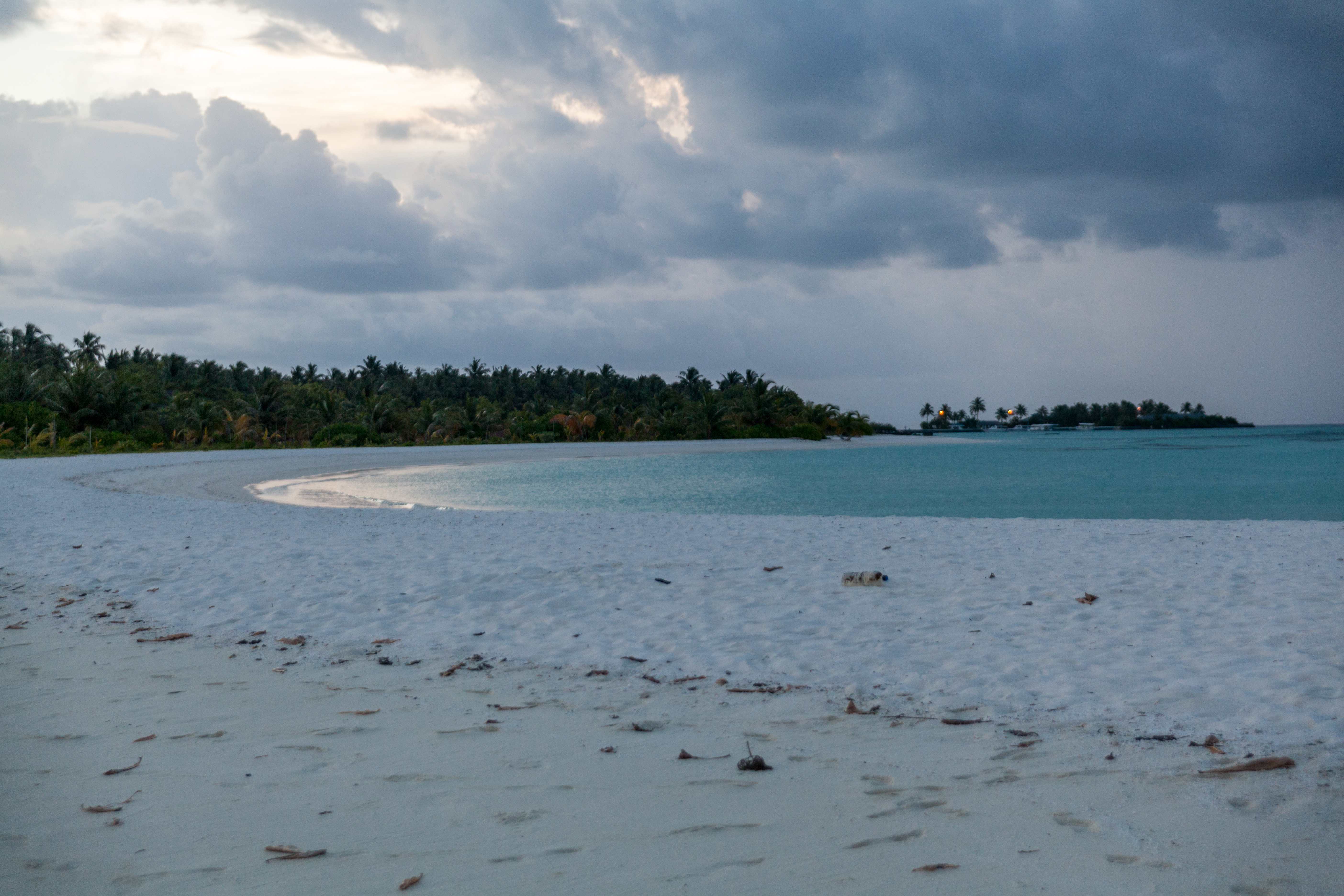
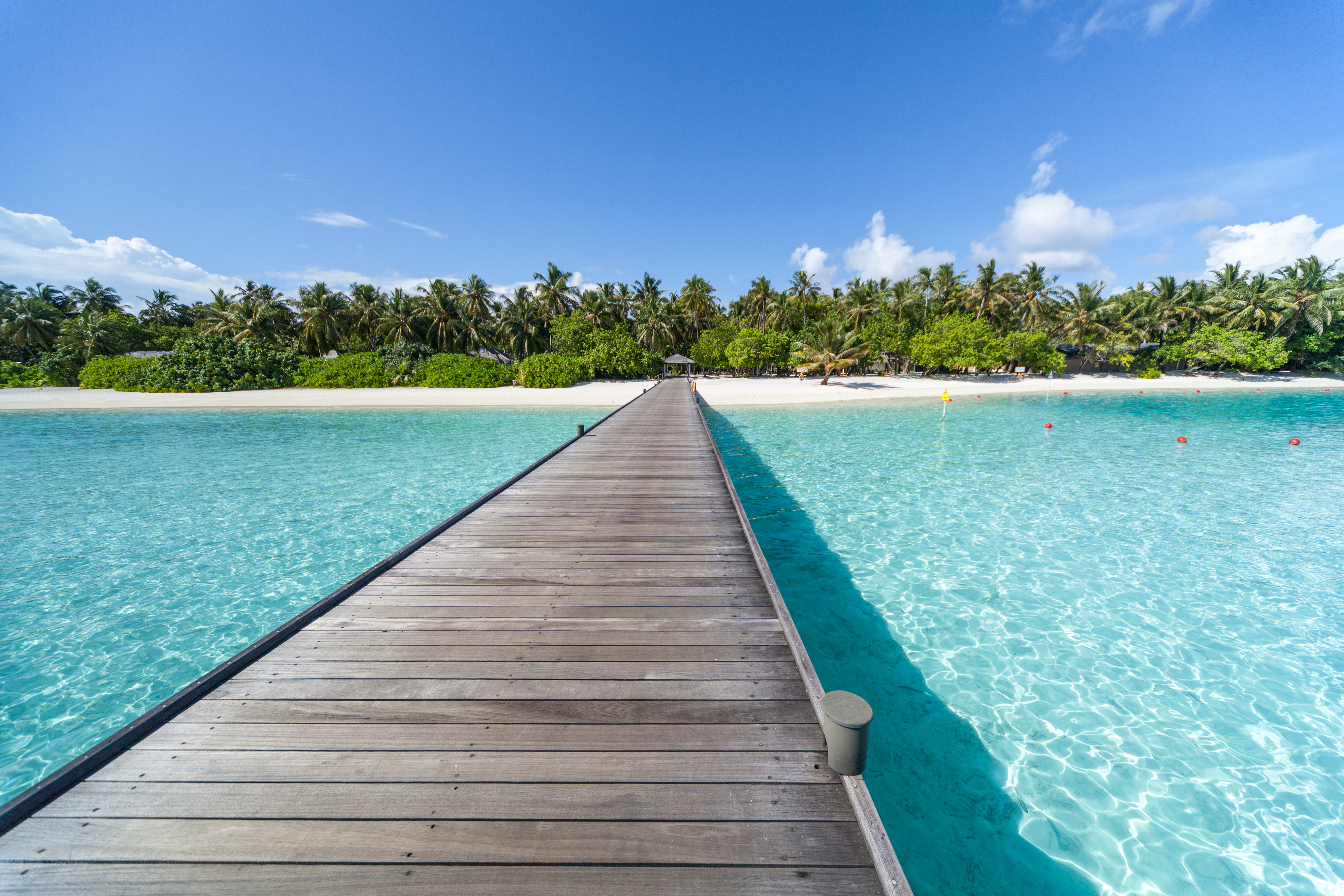
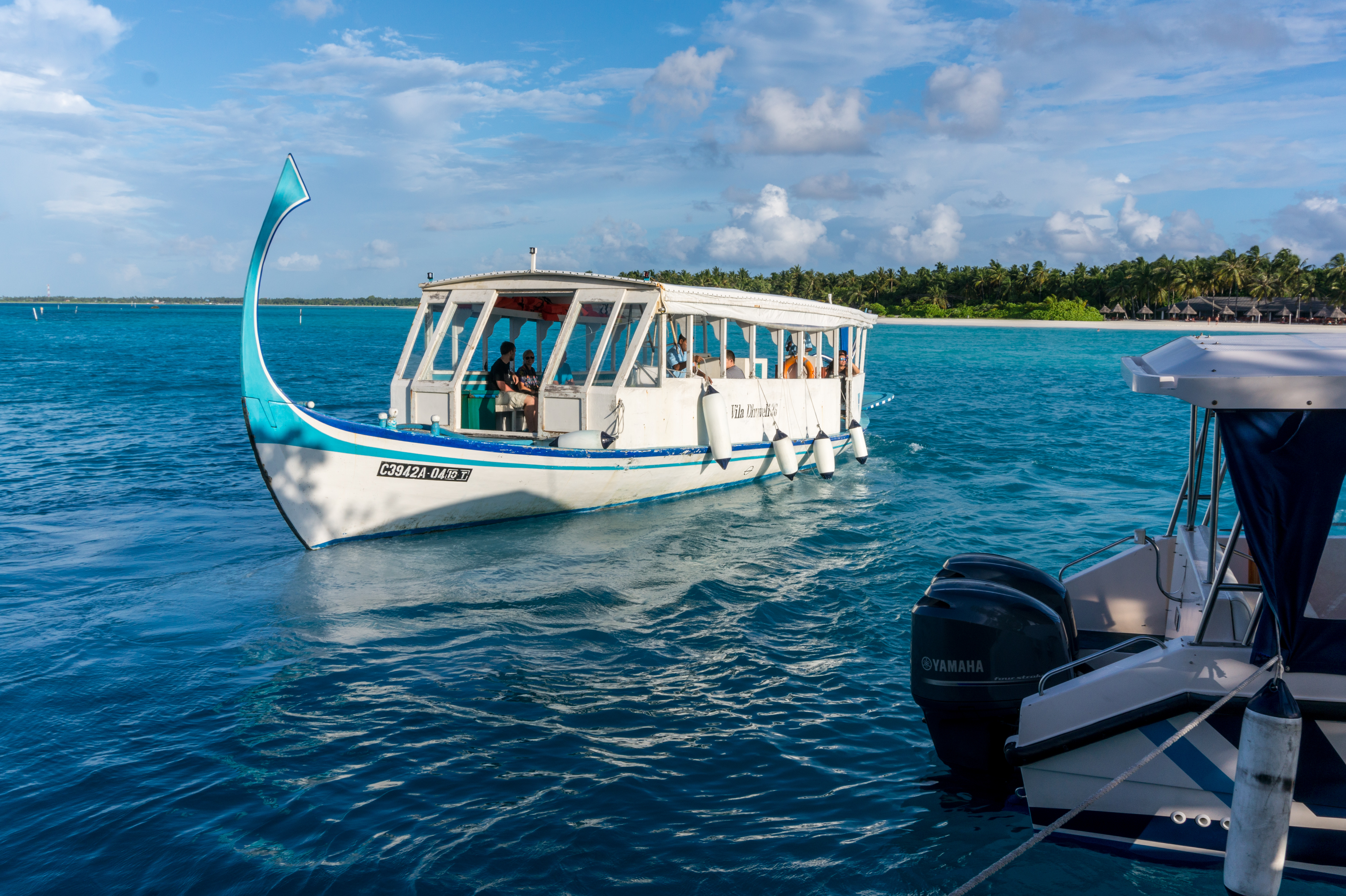

## Île-hôtel
Cette île inhabitée est devenue depuis 1996 une des îles-hôtel de luxe et un des hauts lieux de plongée sous-marine aux Maldives, avec le Sun Island Resort & Spa, avec les nombreux bungalows de plage et bungalows lacustres du lagon de ce récif corallien.
